# Шибанов, Григорий Иванович
Григо́рий Ива́нович Шиба́нов (1917—1944) — участник Великой Отечественной войны, капитан, Герой Советского Союза (1944, посмертно). Член ВКП(б) с 1943 года.

## Биография
Родился в деревне Нецветаевская Шенкурского уезда Архангельской губернии (ныне Шенкурского района Архангельской области) восьмым ребёнком в крестьянской семье. Рано лишился матери, учиться начал лишь с 10 лет. После окончания Усть-Паденьгской неполной средней школы поступил в Вельский сельскохозяйственный техникум. Завершив учёбу в 1938 году, стал работать участковым агрономом в Шенкурском районе.
В октябре 1938 года в возрасте 21 года Григорий Шибанов был призван Ровдинским райвоенкоматом в ряды РККА. По окончании полковой школы и курсов младших лейтенантов направлен в Монголию, где служил заместителем командира батареи. Начало Великой Отечественной войны застало его там. Подав рапорт, Г. Шибанов отправляется на фронт. Участвовал в обороне Москвы, в битве подо Ржевом.
В июле 1942 года заместитель командира батареи 467-го легкого артиллерийского полка РГК (11-я армия Северо-Западного фронта) награждён медалью «За отвагу».
В мае 1943 года за бои в Смоленской области командир батареи 873-го истребительно-противотанкового артполка РГК (31-я армия) старший лейтенант Шибанов награждён орденом Отечественной войны II степени.
В сентябре 1943 года командир батареи 873 ИПАП капитан Шибанов награждён орденом Красной Звезды.
Особо отличился капитан Шибанов при освобождении Белоруссии в июне 1944 года на 3-м Белорусском фронте, где его 873-й ИПАП воевал в составе 33-й армии.

30.6.44 г. под м. Тетерин противник силами до двух полков при поддержке 18 танков и самоходных орудий принимает отчаянную контратаку для прорыва на основные коммуникации. Нависла угроза глубокого прорыва врага. И тут, несмотря на сильный пулемётный и автоматный обстрел, без прикрытия пехоты, с хода развернул свою батарею отважный комбат Шибанов, выдвинул орудия на прямую наводку. В упор, презирая смерть, с мыслью отбить немцев во что бы то ни стало, расстреливал он врагов. Своим примером, бесстрашием заражая подчинённых, тов. Шибанов громил врага, пока были снаряды. Пришла очередь взяться за автомат и гранаты. Пьяные гитлеровские цепи наседали на батарею, но враг не прошёл. «За Родину, за Сталина, вперёд!» — не один раз оглашал воздух голос человека, рвавшегося вперёд, увлекая бойцов. Семь раз враг откатывался назад. Оставшись в полукольце, ведя двухчасовой неравный бой на трупах своих врагов, герои продолжали сражаться до тех пор, пока вражеская пуля не прервала его жизнь.
Контратака была отбита, и положение восстановлено. В этом бою его батареей было уничтожено до 200 солдат и офицеров, 3 самоходных орудия, 5 автомашин и 8 пулемётов.

Указом Президиума Верховного Совета СССР от 24 марта 1945 года за образцовое выполнение боевых заданий командования на фронте борьбы с немецко-фашистскими захватчиками и проявленные при этом мужество и героизм капитану Шибанову Г. И. посмертно присвоено звание Героя Советского Союза.
Первоначально Г. И. Шибанов был похоронен в братской могиле в деревне Комсеничи (Круглянский район Могилёвской области). На Николо-Архангельское кладбище установлен кенотаф.

## Награды
- Герой Советского Союза;
- орден Ленина (1945, посмертно);
- орден Отечественной войны II степени (1943);
- орден Красной Звезды (1943);
- медаль «За отвагу» (1942).

## Память
В 1975 году Вельскому сельскохозяйственному техникуму, где учился Григорий Шибанов, присвоено имя Героя. 2 октября 2020 года на его территории установлен бюст Героя.